# Bakırlı, Pertek
Bakırlı là một xã thuộc huyện Pertek, tỉnh Tunceli, Thổ Nhĩ Kỳ. Dân số thời điểm năm 2010 là 63 người.